# Vojaštvo
Vojaštvo je dejavnost uveljavljanja interesov države z uporabo ali grožnjo sile. Države s svojimi oboroženimi silami zagotavljajo obrambo pred zunanjimi (drugimi državami) ali notranjimi (protivladni uporniki) nasprotniki oz. izvajajo agresijo nad drugimi državami (vojna), če poveljniki presodijo, da je to v interesu države.
Zgodovina vojaštva je starejša od prvih pisnih virov in v tisočletjih obstoja so vojske v različnih državah razvile specifično subkulturo z lastnimi običaji, družbenim redom, izobraževalnimi sistemi itd. V mirnodobnem času lahko opravljajo tudi druge funkcije, kot so politična propaganda, pomoč pri naravnih nesrečah, gradnja infrastrukture in straženje ključnih objektov.
Vojaštvo navdihuje kulturo skozi vso zgodovino človeštva. Že iz sumerskih časov pred 4.500 leti so znani spomeniki – stele, ki upodabljajo vojne zmage. Zmaga Ramzesa II. v bitku pri Kadešu leta 1274 pr. n. št. je bila eden ključnih dogodkov njegove vladavine in je upodobljena na številnih reliefih iz tistega časa. Tudi nekatera od najprepoznavnejših umetniških del antičnega obdobja upodabljajo vojaško moč in dosežke vojskovodij. Kitajski general Čin Ši Huangdi se je dal pokopati z vojsko glinenih vojščakov v želji napraviti vtis na bogove.